# Shout (chanson des Isley Brothers)
Singles de The Isley Brothers
I'm Gonna Knock on Your Door / Turn to Me
(1959) Respectable / Without a Song
(1959)
Shout est une chanson populaire américaine, écrite et enregistrée par The Isley Brothers sortie en 45 tours en 1959.

## Historique
Lorsque The Isley Brothers chantèrent la chanson à répondre Lonely Teardrops en spectacle à Washington, D.C., ils improvisèrent le vers « You know you make me want to shout » et le public s'enflamma. Encouragé par le représentant de leur nouveau label, RCA, ils écrivent leur propre chanson à répondre à partir de cette phrase fétiche. Publiée en 45 tours, la chanson est séparée en deux parties, une sur chaque face. La face A se termine avec le cri « Wait a minute...» et la face B reprend avec la partie d'orgue plus lente pour éventuellement reprendre son rythme effréné.
Shout (Part 1) n'a atteint que la 47e place du palmarès Billboard Hot 100 le 26 octobre 1959 mais elle est restée dans les charts douze semaines . 
- Rudolph Isley – chant
- Ronald Isley – chœurs
- O'Kelly Isley, Jr – chœurs

Elle a été reprise par de nombreux artistes si bien qu'elle est devenue une des chansons les plus connues des Isleys.
La chanson a été intronisée au Grammy Hall of Fame en 1999. Elle est classée à la 118e position dans liste des 500 plus grandes chansons de tous les temps du magazine Rolling Stone.

## Reprises
Un mois après la version originale, Johnny O'Keefe l'a repris pour son émission de télévision australienne Six O'Clock Rock (en) pour ensuite la publier en single, atteignant la seconde place du palmarès en Australie. Il l'a réenregistrée en 1964 mais cette fois elle n'a atteint que la 49e place. En 1962, Joey Dee and the  Starliters ont atteint la 6e position avec leur version de la chanson (Les Starlighters ont aussi intégré la portion à répondre de cette chanson dans leurs grand succès Peppermint Twist), tandis que le 45 tours original des Isley Brothers est retourné dans les charts la même année pour n'atteindre que la 94e place.
La chanteuse écossaise Lulu a atteint la 7e place au Royaume-Uni avec sa version en 1964 (créditée à Lulu and the Luvvers), et la 8e lorsqu'elle l'a réenregistre en 1986. The Shangri-Las l'ont inclus dans leur premier album, Leader of the Pack en 1965, comme l'a fait the Kingsmen sur leur album Volume 3 en 1965. Tommy James and the Shondells ont enregistré leur propre version pour leur album I Think We're Alone Now en 1967 . The Ronettes ont souvent repris cette chanson dans leurs spectacles, y compris lors de leur apparition au Big T.N.T. Show (en).
Une des prestations les plus célèbres est la version interprétée par le groupe fictif, à l'époque, Otis Day and the Knights (en) pour le film National Lampoon's Animal House en 1978. À ce jour, la chanson est jouée régulièrement au Dartmouth College, l'institution Ivy League à Hanover, dans le New Hampshire d'où l'histoire est inspirée, et à l'Université de l'Oregon, où le film a été tourné. La version originale des Isley Brothers est entendue dans le film Diner sorti en 1982.
Le groupe de rock américain Bon Jovi a repris cette chanson sur scène, précédée par Bad Medicine. Le groupe punk rock américain Green Day l'ont interprété régulièrement en spectacle après leur chanson King for a Day. On peut l'entendre sur leur album live Bullet in a Bible sorti en 2005. Bruce Springsteen joue souvent cette chanson sur scène dans un medley avec l'autre succès des Isley, Twist and Shout. Blaine Anderson (Darren Criss) et Brittany Pierce (Heather Morris) ont interprété la chanson dans l'épisode Girls (and Boys) On Film de l’émission Glee en 2013. Robbie Williams l'a interprété dans une chanson à répondre incorporant Reet Petite et Hit the Road Jack lors de sa tournée Swings Both Ways en 2014.

### Version des Beatles
Pistes inédites de Anthology 1
Moonlight Bay You Know What to Do
Les Beatles ont inclus une version live de Shout sur Anthology 1, l'album d'archives parue en 1995. Cette version a été enregistrée le 19 avril 1964, aux studios IBC à Londres pour Around The Beatles (en) et entendue lors du générique final. Cette émission spéciale a été filmée en « lip sync » le 28 avril et mise en onde le 6 mai. Les cris des spectateurs présents ont été rajoutés pendant le tournage mais c'est l'enregistrement original (coupé d'une trentaine de secondes) qui est inclus sur l'album. Particularité inhabituelle; les quatre membres du groupe se partagent les sections de chant principal. On peut voir une partie de la prestation dans le documentaire The Beatles Anthology.
- John Lennon — chant, guitare
- Paul McCartney — chant, basse
- George Harrison — chant, guitare
- Ringo Starr — chant, batterie

### Autres versions
| - Dion — juillet 1962 - Carl Holmes and His Commanders — 1962 - Keely Smith — 1962 - Teddy Randazzo (en) — 1962 - The Legends — 1963 - Joan Baxter — juin 1964 - Trini Lopez — août 1965 - Peter Belli & The Rivals — septembre 1965 - Dinah Lee (en) — 1965 - Cliff Richard — avril 1967 - Question Mark & the Mysterians — 1967 - The Underground — 1967 - Ricardo Ray Orchestra — 1968 - The Chambers Brothers — 1968 - Kisa — 1974 - The Trammps — 1975 - Joan Jett — 1980 - Garland Jeffreys — 1982 - The Shillelagh Sisters — 1984 | - Mint Juleps (en) — 1985 - Tom Petty & The Heartbreakers — janvier 1986 - Scooters — 25 mars, 1992 - Deloris & The Sisters with The Ronelles (du film Sister Act) — 1992 - Sugar Beats — 1993 - The Forever Fabulous Chickenhawks — 6 juillet 1999 - Alex Harvey and His Soul Band (en) — 11 août 1999 - The Rivieras (en) — 12 septembre 2000 - Leo Night & The Moonlighters — 5 février 2002 - Connie Fisher — 2006 - Choir of Hard Knocks (en) — 2007 - Lisa del Bo — 4 avril 2008 - Dartmouth Aires — 2011 - The Brown Derbies (en) — 2011 - Winston Apple — août 2012 - Garth Brooks — 28 novembre 2013 - Boyz Nite Out — 2013 - Human Nature — 22 juillet 2016 |

### Versions pour enfants
Sesame Street : Dans l'épisode Music Magic, cette parodie est appelée « Shirt ».

Alvin et les Chipmunks : Cette chanson apparaît sur leur album Club Chipmunk: The Dance Mixes paru en 1996.